# Грекул Ісаак Дем'янович
Ісаа́к Дем'я́нович Гре́кул (*30 травня 1906, Лунга, Тираспольський повіт — † 1992), український та молдовський письменник та літературознавець.

## Короткий життєпис
Походить з селянської родини. Закінчив початкову школу в своєму селі та середню в Дубоссарах. Кілька років у селі працював секретарем сільради.
Друкуватися почав в середині 1920-х років. Писав українською та молдовською мовами. У видавництвах «Плугарул Рошу», «Молдова Літераре», «Октомбріе» вийшли ряд його віршів та оповідань. Згодом пробує перо літературного критика.
1928 року закінчує радянську партійну школу в Балті (тодішня столиця Молдавської АРСР), скерований на посаду секретаря в редакції газети «Плугарул Рошу» («Червоний Плугатар»).
1931 року поступає в харківський Інститут журналістики, по закінченні 1934 повертається на попередню роботу.
Згодом працює замісником газети «Соціалістична Молдова», директором Державного видання Молдови та видавництва «Штіінца», керує редакцією у видавництві «Картя Молдовеняске».
Учасник Другої світової війни, нагороджений орденами та медалями.
Після війни досліджує класичну молдовську літературу.
Редагує та видає із своїми вступними статтями:
- 1953, 1958, 1966 — вибрані твори письменника Олександра Донича,
- 1954 — Йона Сирбу,
- 1957 — Костянтина Стаматі, також вийшли вибрані твори Стаматі російською мовою.
- 1966 року з Г. Богачем доповнює та перевидає літературне дослідження «Александру Донич».

Його праці присвячені українсько-молдовським культурним та літературним взаєминам протягом віків. Є в колективі авторів — разом з Й. К. Вартичаном та Поповичем — збірника «Сторінки дружби», 1958 — про молдовсько-українсько-російські культурні стосунки.
1960 року видана його праця про молдовсько-російські літературні взаємовідносини «Світло приходить з Москви».